# Mallasvesi
Der Mallasvesi ist ein See in der finnischen Landschaft Pirkanmaa.
Der See hat eine Fläche von 55,71 km² und liegt auf einer Höhe von 84,2 m.   
Der See gehört zu einer Seengruppe, zu welcher auch der Roine und der Längelmävesi gehört.
Der Mallasvesi wird bei Valkeakoski zum südlich gelegenen Vanajavesi entwässert.
Er befindet sich im Einzugsgebiet des Kokemäenjoki.